# Donna de Varona
Donna de Varona (San Diego, 26 de abril de 1947) é uma ex-nadadora dos Estados Unidos, com ascendência mexicana e irlandesa. Ganhadora de duas medalhas de ouro nos Jogos Olímpicos de Tóquio em 1964.
Foi recordista mundial dos 200 metros medley entre 1961 e 1966, e dos 400 metros medley entre julho de 1960 e julho de 1962, e entre 1964 e 1967.